# Leclerc (tank)
De Leclerc is een moderne gevechtstank van Franse makelij.
De directe ontwikkeling van de Leclerc begon in december 1982. De tank is sinds 1995 in gebruik bij het Franse leger en het leger van de Verenigde Arabische Emiraten, de enige twee afnemers. In de jaren negentig was de Leclerc de meest geproduceerde westerse tank. In 2008 is de productie voorlopig beëindigd nadat 794 voertuigen gefabriceerd waren door GIAT. Het type wordt vaak gezien als de meest geavanceerde operationele tank ter wereld, wegens de combinatie van een zeer zware bepantsering, hoge snelheid, hydropneumatische ophanging, een automatische kanonlader, geïntegreerde elektronica en een hypermodern vuurcontrolesysteem. De tank heeft echter ook een reputatie van mechanische onbetrouwbaarheid.

## Ontwikkelingsgeschiedenis
In 1964 gaf het Franse opperbevel de opdracht voor de ontwikkeling van een opvolger van de AMX 30, hoewel die laatste tank nog twee jaar van serieproductie verwijderd was. Het project heette de Engin Principal Prospectif. De naam geeft al aan dat het onderzoek erg vrijblijvend was en het kreeg weinig aandacht. Dat veranderde in 1971 toen de dreigende introductie van een nieuwe generatie tanks van de Sovjet-Unie, de T-64 en de T-72, die op veel punten superieur waren aan de bestaande westerse tanks uit die periode, tot een grotere activiteit noopte. De Directions des Armements Terrestres begon dat jaar een studie naar een Char Futur ("toekomstige tank"), volgens richtlijnen opgesteld door de generale staf. In 1975 werd een werkcomité ingesteld dat in 1977 overeenstemming bereikte over een lijst specificaties. In 1978 werd begonnen met de eerste van een reeks haalbaarheidsstudies. Al snel bleek dat Frankrijk bij bepaalde sleuteltechnologieën een achterstand had opgelopen ten opzichte van andere westerse landen. Pogingen in die periode om de AMX 30 te verbeteren tot de AMX 32 en later AMX 40 leverden geen erg geavanceerde voertuigen op.

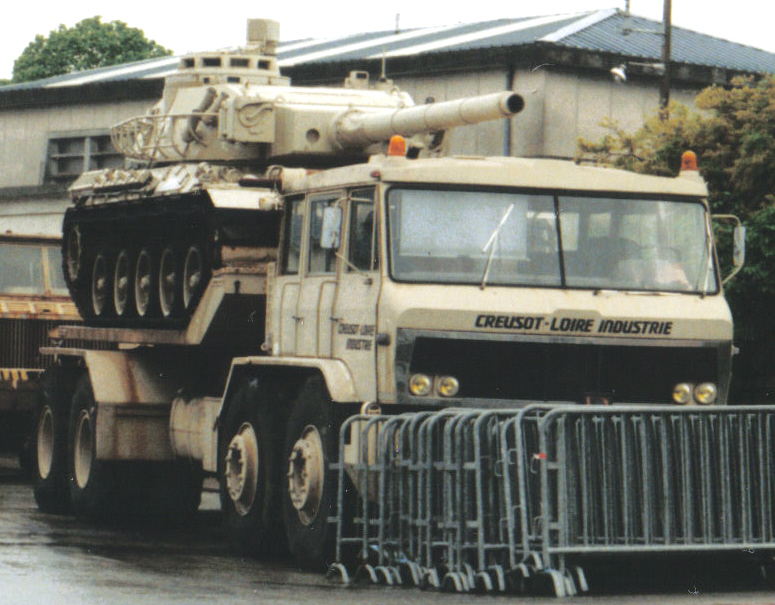
De AMX 32 was de eerste poging tot het scheppen van een betere tank, hier afgebeeld op een Willème.

In 1979 werd daarom getracht aansluiting te vinden met de Duitse tankontwikkeling, ook met het doel te komen tot een Europese standaardtank voor de jaren negentig die in tien landen de AMX 30 en Leopard 1 kon vervangen. De Fransen noemden dit voertuig de Napoléon I, de Duitsers de Kampfpanzer 3. De samenwerking, waarvoor de overeenkomst in februari 1980 getekend werd, verliep niet gemakkelijk: over bepaalde zeer algemene ontwerpdoelen was men het wel eens maar er bleven grote verschillen in opzet. Frankrijk wilde een tank in de 40-45 ton gewichtsklasse met heel moderne componenten maar een traditionele vorm; Duitsland wilde juist de al voor de Leopard 2 ontwikkelde onderdelen, die hun waarde bewezen hadden, gebruiken voor een heel nieuwe configuratie, het liefst een gemechaniseerd geschut met een 120 mm dubbelkanon, dat zwaarder bepantserd (en ook vrij zwaar: tot 60 ton) en trefzekerder kon zijn zonder de toepassing van risicovolle nieuwe technologie.
In december 1982 kondigde Frankrijk aan op dit punt de samenwerking met Duitsland te verbreken en een eigen voertuig te gaan ontwikkelen: de EPC, wat stond voor Engin Principal de Combat ("hoofdgevechtsmotorvoertuig"). Men zag af van de mogelijkheid snel een "derde generatie-tank" te verwerven door de Leopard 2 of de Amerikaanse M1 Abrams of Britse Challenger 2 aan te schaffen.

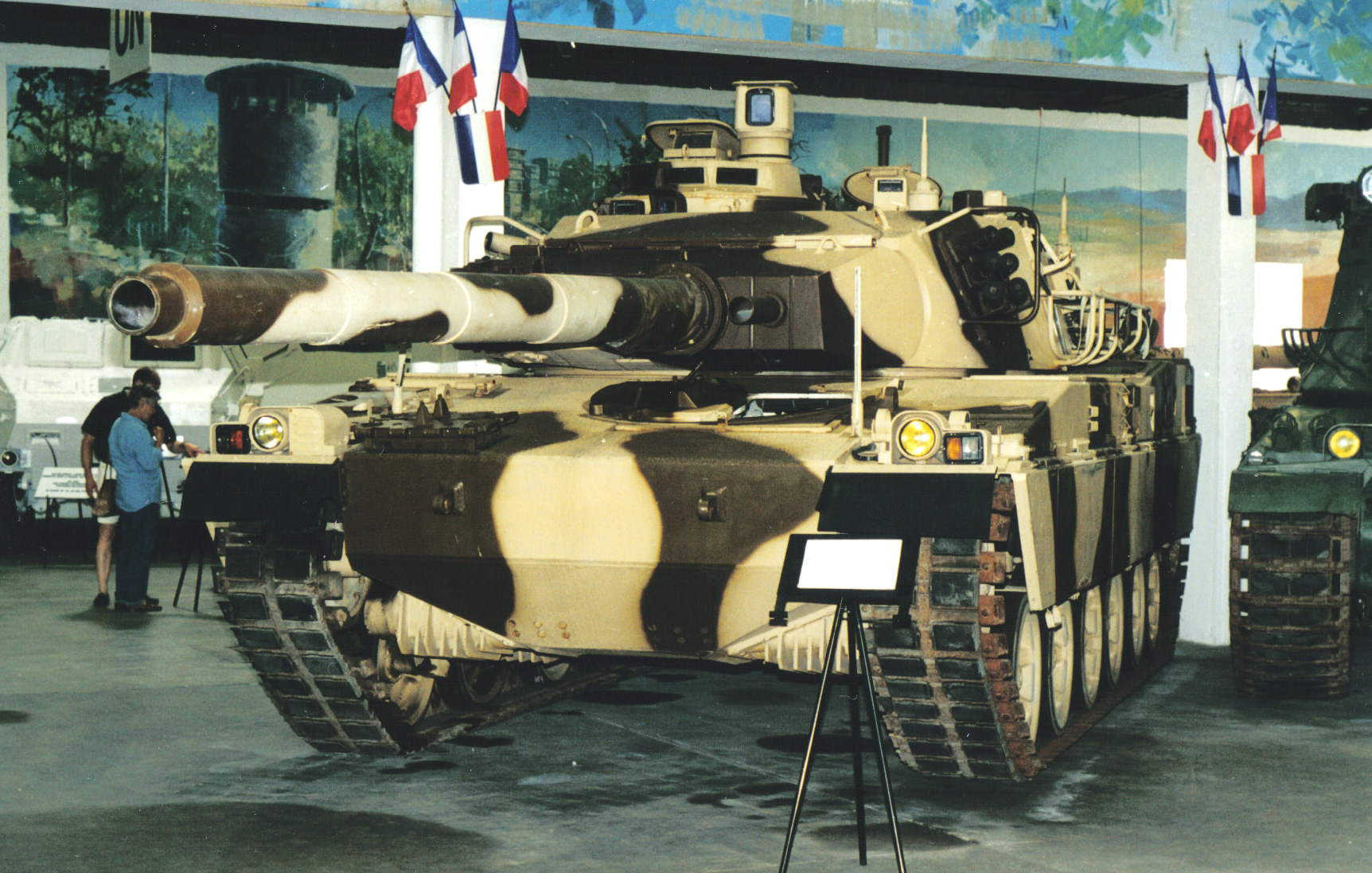
De AMX 40 was de tweede poging

Om de kostprijs van het project te verminderen werd een buitenlandse geldschieter gezocht en gevonden in de Verenigde Arabische Emiraten (VAE). De eerste fase bestond uit het onderzoeken van verschillende mogelijke configuraties. In 1983 had men zich, onder leiding van hoofdingenieur Pierre Roux, al vastgelegd op de hoofdlijnen: men zou een tank ontwikkelen die weliswaar een uitstekende bewapening bezat maar de prioriteit legde bij een combinatie van zeer goede mobiliteit met zeer zware bepantsering. De tegenstelling tussen die twee laatste ontwerpdoelen hoopte men te overwinnen door een bijzonder compacte motor te installeren, een Duits ontwerp van MTU. Daardoor kon de tank zoveel kleiner worden dat het voertuig veel beter beschermd kon zijn dan concurrerende typen en toch nog iets lichter blijven — men streefde naar een gewicht van rond de vijftig ton — voor een superieure beweeglijkheid. Aan de noodzakelijke compactheid zou ook een automatische lader bijdragen. De munitie werd ook weer in samenwerking met West-Duitsland ontwikkeld. Het kwam er dus op neer dat de technologie die de Duitsers hun eigen voertuigen ontzegden, nu in de Franse zou worden toegepast; de toegang tot diezelfde technische kennis was een hoofdmotief voor de VAE om het project te financieren: Duitse exportbeperkingen vormden daarvoor normaliter een obstakel.

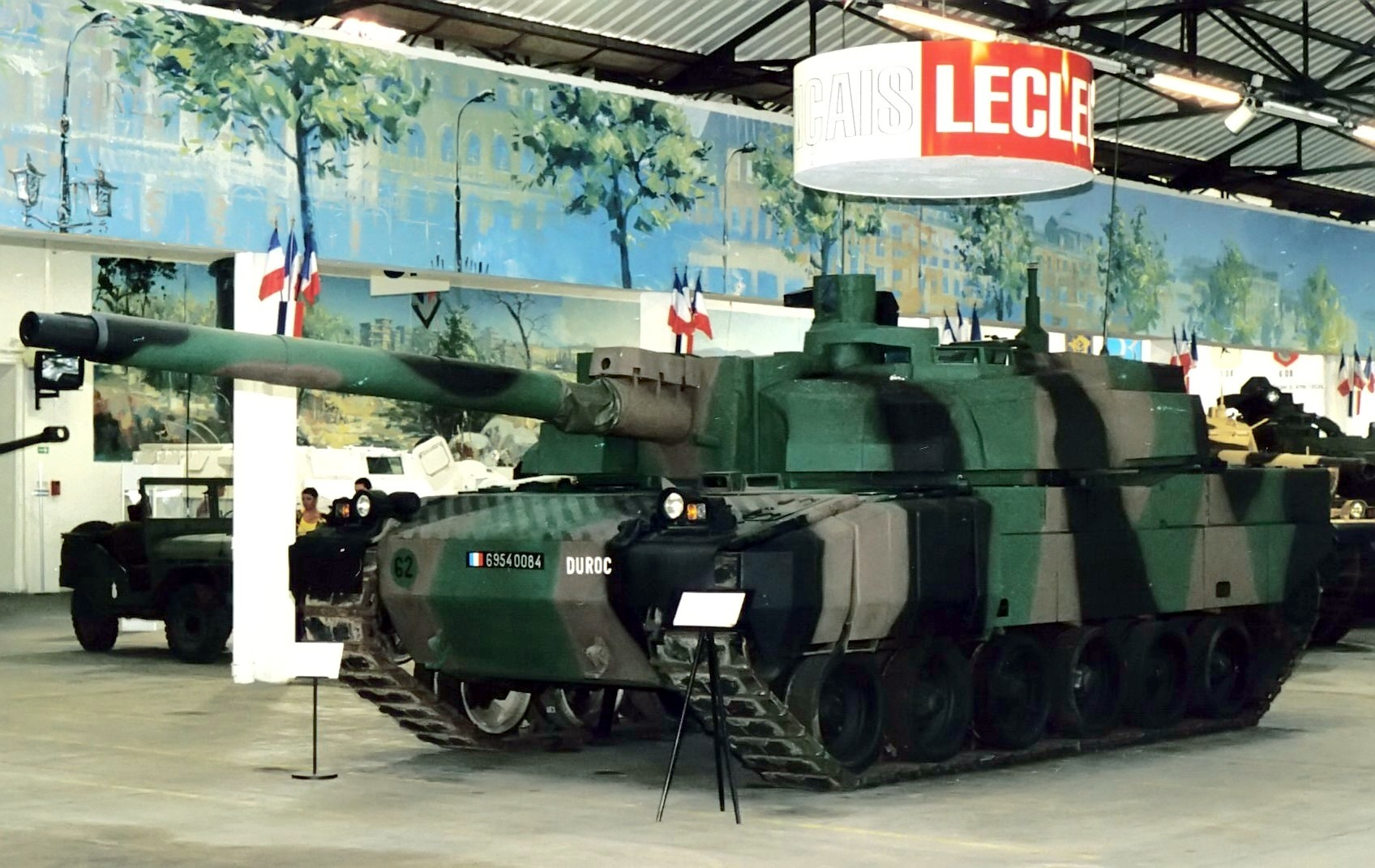
Duroc, het vierde Leclerc prototype

Door persberichten werd een tamelijk misleidend beeld gecreëerd: ze wekten door het gebruik van de begrippen protection évolutive of "modulair pantser" de indruk dat een geheel nieuwe pantservorm geïntroduceerd zou worden bestaande uit een combinatie van een licht basispantser en externe modules. In feite zouden de modules niet extern zijn maar invoegbaar in de holten van het basispantser, precies zoals bij de Leopard 2 en M1.
In 1984 kwam de eerste houten maquette klaar en in 1985 een eerste testvoertuig, de MSC (Mulet Système Complet). Beide leken sterk op de Leopard 2.
De naam van het voertuig vormde een twistpunt: men had eerst "AMX 56" in gedachten — een combinatie van het "50" dat niet gebruikt kon worden wegens het eerdere AMX 50-project en het "86" uit 1986 — of "AMX 48" naar het streefgewicht, maar het leek bij nader inzien beter iedere associatie met de mislukte eerdere AMX-projecten te vermijden. Op 30 januari 1986 kreeg het project officieel een naam: Leclerc, naar de nom de combat van de Franse maarschalk Philippe de Hauteclocque die, in de rang van kapitein uit Duitse gevangenschap ontsnapt, tijdens de Tweede Wereldoorlog als "generaal Leclerc" bevelhebber van de Tweede Pantserdivisie van de Vrije Fransen geweest was, de eenheid die Parijs bevrijdde.
Nog dat jaar werden beproevingen met vijf testopstellingen in de vorm van drie rompen en twee torens — een voor de ophanging, drie voor de mechanische componenten en de laatste voor de bewapening — beeïndigd. Op 15 januari 1987 gaf men de pers een indruk van het komende voertuig door een toren op een romp te bevestigen. In 1987 werd de definitiefase afgesloten en begon ook de productie van zes prototypen. De zes kregen ieder een naam: respectievelijk Ares, Bayard, Carnot, Duroc, Estienne en Foch. Deze werden afgeleverd vanaf eind 1989. Ze hadden alle verschillende uitrustingen en werden gebruikt om te testen en om het productieproces te stroomlijnen.

## Productie

### Frankrijk
Oorspronkelijk had men voor Frankrijk alleen al een totale productie van 1400 voertuigen in gedachten (1100 voor de organieke sterkte; 300 voor de materieelreserve en rijopleiding) tegen een kostprijs van 29 miljoen Franse frank per stuk. Dit zou neerkomen op een volledige vervanging van de AMX 30. Door het einde van de Koude Oorlog zijn die plannen al vrij snel sterk beperkt: in 1990 wilde men in totaal 1100 voertuigen (zes pantserdivisies van 160, zeventig tanks voor zowel reserve als opleiding). In 1991 daalde het aantal tot 880. In 1993, toen de geschatte behoefte alweer was teruggebracht tot 690, waren er voor de voorseries en een eerste hoofdserie 222 voertuigen in bestelling, naast 436 voor de VAE. In 1997 bestelde minister van defensie Charles Million een tweede hoofdserie van 184, af te leveren in jaarlijkse tranches van 33. Bij deze 406 voertuigen is het voor Frankrijk gebleven; de laatste veertien zijn in 2007 geleverd waarna de productie beëindigd is. Wel zou de verdeling over de hoofdseries gewijzigd worden zodat er binnen het totaal van de geplande productie nog een derde hoofdserie kon verschijnen. Ondanks deze productiebeperkingen was Frankrijk hiermee in de jaren negentig de belangrijkste westerse tankproducent. In sommige jaren werd de productie echter vertraagd door stakingsacties.

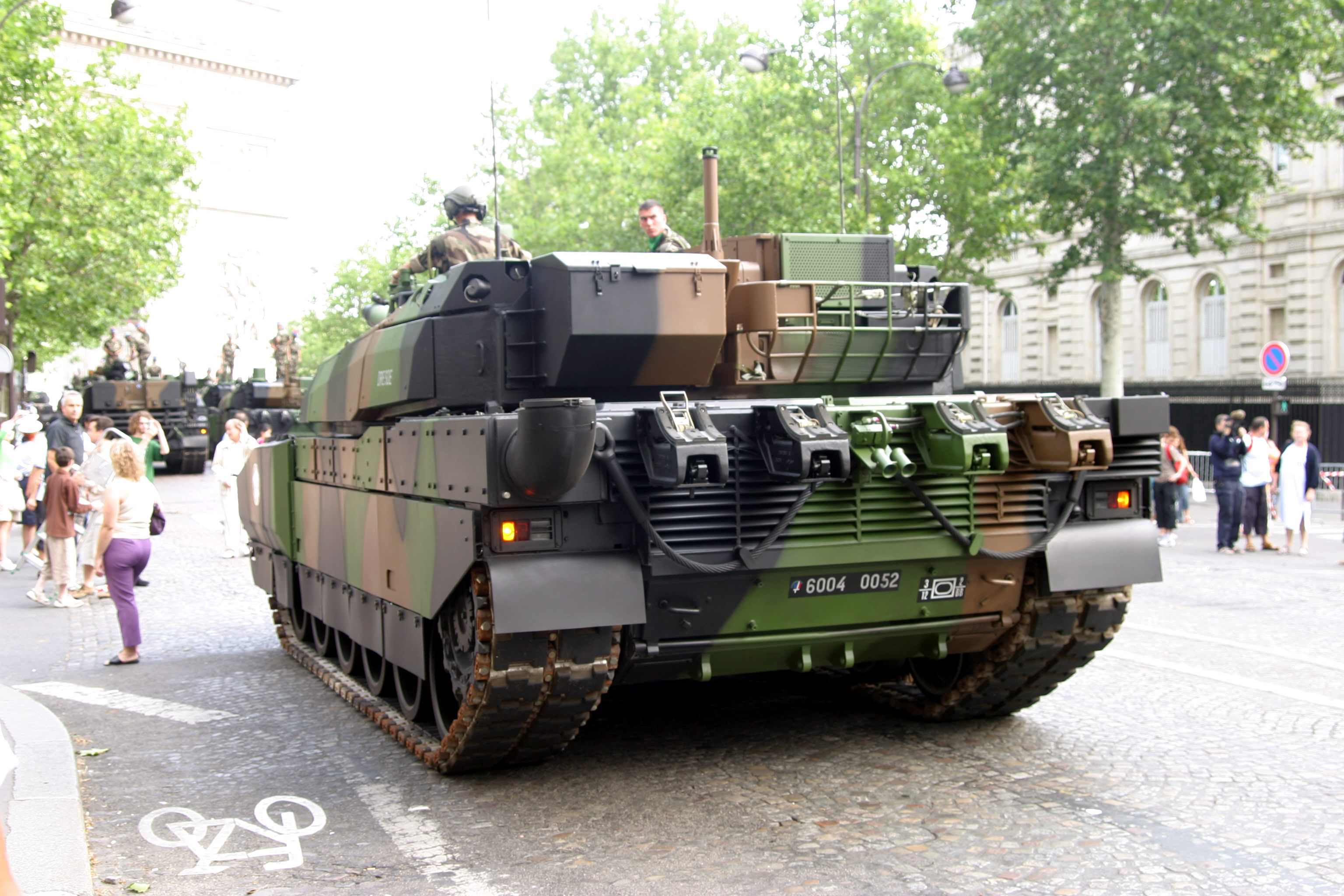
Achteraanzicht van een Franse Leclerc

De serieproductie van de Leclerc-tank begon in 1990 bij GIAT; de koepel werd gefabriceerd in Tarbes, de romp in Roanne. De voertuigen uit de eerste voorserie ("Blok I"), begin 1989 besteld, geproduceerd vanaf december 1991 en geleverd vanaf 14 januari 1992, werden gebruikt voor vergelijkingstesten met andere tanks. Zo werden ze getest tegen de Challenger 2-tank in het Verenigd Koninkrijk. Bij testen in Zweden kwamen problemen met de hydraulische wielophanging en de aandrijving naar boven. Uiteindelijk werden vier stuks gebouwd in de eerste reeks of T1 (Tranche 1): één in 1991 en drie in 1992 .
Tranche 2 bestond uit dertien tanks, waarvan er elf geleverd werden in 1993, en had een geavanceerder toren en extra pantser. Tranche 3 werd geproduceerd vanaf 1994, toen 22 tanks geleverd werden. De vierde reeks loste eindelijk de problemen met de aandrijving op en verlaagde ook het hoge brandstofverbruik van de tank. T5 had een verder verbeterde motor en nog meer pantser. De meeste Tranche 4 en 5-voertuigen werden eind jaren negentig verbeterd tot RT5-niveau. In totaal werden er van de eerste hoofdserie 132 voertuigen gebouwd, waarvan 39 in 1995, zestien in 1996 en veertig in 1997.
Blok I was geoptimaliseerd geweest voor de gevechtsomstandigheden in Centraal-Europa. In het kader van een sterkere klemtoon die op vredesoperaties gelegd werd, besloot men de volgende serie aan meer extreme weersomstandigheden aan te passen. Daarom had T6 een klimaatsysteem en nieuwe oliekoeling van de transmissie, als eerste reeks van de tweede hoofdserie (Blok II), die 178 exemplaren zou belopen: 34 in 1998, twintig in 1999, 32 in 2000, 26 in 2001, 33 in 2002, 23 in 2003 en de laatste tien in 2004. Deze serie kwam grotendeels overeen met de RT5. De zevende tranche introduceerde een communicatie- en een datasysteem. Reeks acht betekende een verbetering van de elektronica en tranche negen bracht een nieuw zichtsysteem. Vanaf 2005 werden alle nog dienstdoende tanks van de voorgaande reeksen verbeterd tot T9-niveau en kregen de nieuwe aanduiding RT9; deze hebben alle een versterkt zijpantser.
In 2004, toen in totaal twaalf voertuigen geleverd werden, waren de laatste twee tanks van de derde hoofdserie (Blok II+) van de Leclerc-tank van 96 voertuigen, beginnend met de tiende reeks; tranche 11 was de laatste. In 2005 werden 37 voertuigen geleverd, in 2006 43 stuks, en de laatste veertien in 2007. Deze hadden een nieuw Icone TIS datasysteem, het Thales BIFF (Battlefield Identification Friend or Foe) systeem en een geheel vernieuwde bepantsering.
Frankrijks tankindustrie wordt sindsdien beziggehouden met het geleidelijk op T10-standaard brengen van de oudere tanks.
Behalve de gevechtstank bestaat er ook een gespecialiseerde bergingstank, waarvan er twintig geproduceerd zijn; de laatste jaren worden overcomplete gevechtstanks van de eerste tranches omgebouwd tot bergingsvoertuig door het verwijderen van hun kanon; een vijftigtal voertuigen is zo al omgebouwd.

### Verenigde Arabische Emiraten

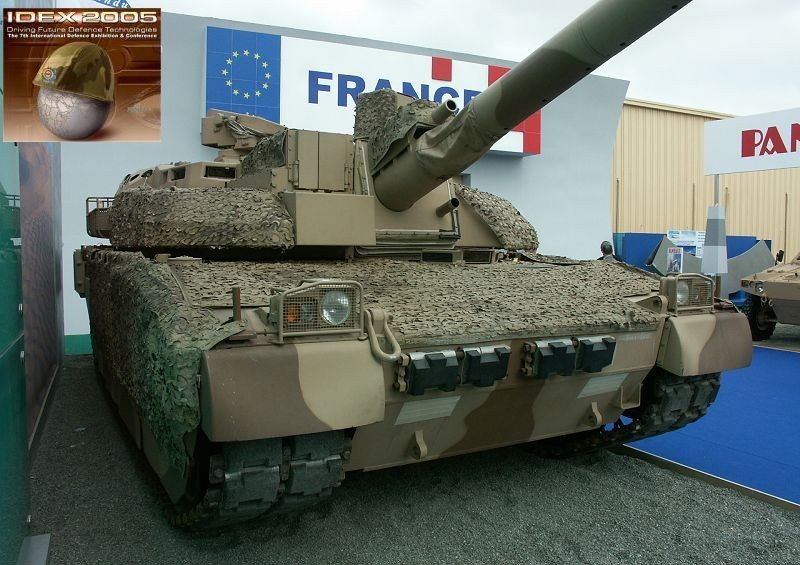
Een Leclerc Tropicalisé zoals geleverd aan de VAE

De levering aan de Verenigde Arabische Emiraten (VAE) begon in november 1994 met vijf gevechtstanks en liep door tot in juli 2008, toen het laatste bergingsvoertuig werd overgedragen. De laatste gevechtstank kwam aan in 2003. Wat betreft de eerste zeven jaar zijn voor de wapenregisters van de Verenigde Naties de volgende opgaven gedaan: vijf in 1994, 25 in 1995, 58 in 1996, 63 in 1997, 64 in 1998, 62 in 1999 en 32 in 2000. Sommige voertuigen bleven voorlopig bij de tankschool in het Franse Saumur om VAE-bemanningen op te leiden.
Het contract werd in 1993 getekend en beliep 436 voertuigen: 388 gevechtstanks, twee lesvoertuigen en 46 bergingsvoertuigen. De waarde ervan was 3,62 miljard Amerikaanse dollar. Door wisselkoersverliezen en de verplichting om alle VAE-voertuigen op de meest moderne standaard te brengen, legde GIAT uiteindelijk flink op het contract toe: de verliezen waren in 2000 al opgelopen tot negen miljard Franse franks. In 1996 ging GIAT hieraan bijna failliet.
De tanks voor de VAE waren van een speciale aan de omstandigheden in de woestijn aangepaste versie: de Leclerc Tropicalisé met een Duitse MTU 883 1500pk V12-motor gekoppeld aan een Renk HSWL 295 TM-transmissie met vijf versnellingen voorwaarts en vijf achteruit; airconditioning; commandovizier met laserafstandsmeter en een FINDERS ("Fast Information, Navigation, Decision and Reporting System") Battle Management System.

### Overige exportprojecten
Frankrijk heeft verschillende malen getracht het type ook aan andere klanten te slijten. De Leclerc was mededinger in competities voor de Zweedse, Griekse, Spaanse en Turkse Main Battle Tank-modernisering. Hoewel Turkije serieus overwogen heeft de Franse tank aan te schaffen, viel de keuze in alle gevallen uiteindelijk op de Leopard 2. Daarbij speelde zeker een rol dat Duitsland bereid was voor een gering bedrag overtollige voertuigen uit de eigen legervoorraden te leveren — maar er was ook een zeker wantrouwen ten aanzien van de betrouwbaarheid van het Franse wapensysteem.

## Beschrijving

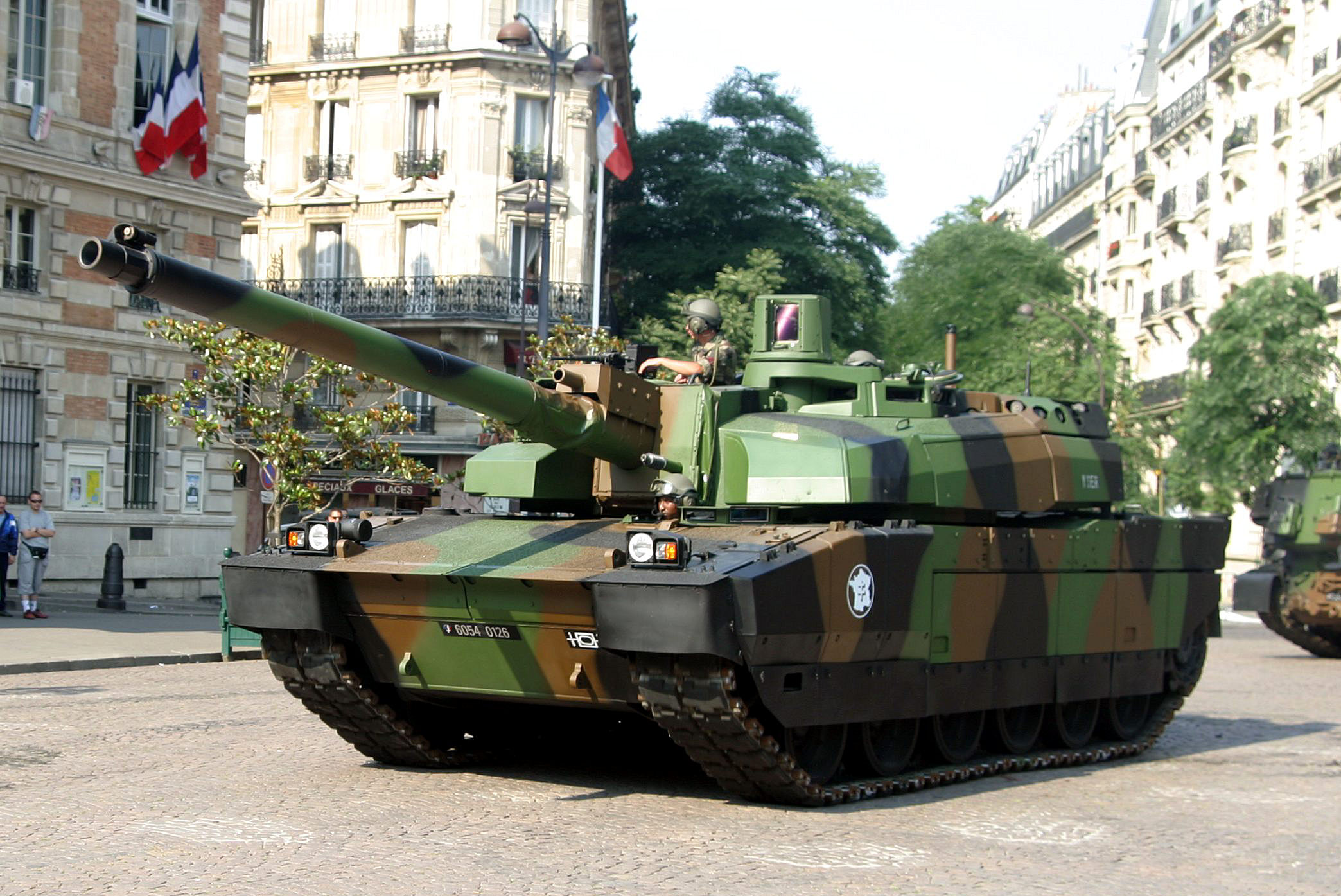
De Leclerc op 14 juli in Parijs

De Leclerc is voor een gevechtstank vrij klein: de lengte van de romp is 688 centimeter, de breedte (inclusief pantserschorten) 371 centimeter en het torendak is 253 centimeter hoog. Het voertuig is daarmee een meter korter dan de Leopard 2 of M1, waarmee zo'n vijf ton gewicht bespaard wordt.
Die kortere lengte wordt mogelijk gemaakt door een zeer compacte, 16.480 cc, SACM V8X hyperbare dieselmotor van 1500pk, die de werking van een gasturbine simuleert via een extra verbrandingskamer. Ondanks een absoluut vrij hoog gewicht — in de laatste tranches 56,6 ton — haalt de Leclerc toch een maximumsnelheid van 72 km/u op de weg en 50 km/u in het terrein. De SESM ESM automatische transmissie heeft vijf versnellingen voorwaarts en twee achterwaarts; achteruit is de maximale snelheid 38 km/u. Binnen 5,5 seconde kan versneld worden tot 32 km/u. Het rijbereik is 450 kilometer, mogelijk gemaakt door brandstoftanks van 1300 liters; externe tanks van 400 liter brengen het bereik op 550 kilometer. Om brandstof te besparen als het voertuig stand by stilstaat, is er een hulpmotor, een zuinige Turbomeca TM-307B gasturbine.
Een tweede ruimtebesparende systeem is de hydropneumatische wielophanging, die, anders dan de meer gebruikelijke torsiestaven, geen ruimte vergt boven de bodem van de romp. Doordat de romp zo kort is, zijn er maar zes loopwielen nodig, tegen zeven bij de Leopard 2. Het systeem zorgt voor een zeer soepel loopwerk met een maximale verticale wieluitslag van dertig centimeter. De bodemvrijheid van een halve meter, is echter niet instelbaar. De bodemdruk is 0,9 kg per m². Het klimvermogen is 125 centimeter vooruit en zestig centimeter achteruit, het overschrijdingsvermogen drie meter, het waadvermogen een meter; met snorkel kan het voertuig door vier meter diep water rijden.
Een derde eigenschap die ruimte bespaart is het bezit van een automatische lader, achter in de toren geplaatst. Bij westerse tanks komt dit verder alleen bij de Type 90 van Japan voor. Met de hand laden is theoretisch mogelijk maar praktisch niet. De mechanische lader haalt de munitie uit een voorraad van 22 granaten die in de lengterichting van de tank zijn opgeslagen in het achterste torencompartiment, in de vorm van een doorlopende band van sledes uit glasvezel, die stuk voor stuk voor het sluitstuk geroteerd worden, waarna de granaat daarin geschoven wordt. Nog eens achttien bevinden zich in de romp, rechts van de chauffeur: bij het aanvullen is de tank dus hors de combat want het torencompartiment moet van achter en van buitenaf met de hand via hefbeugels herladen worden. Van een oorspronkelijk gepland automatisch herlaadsysteem waarbij een heel vervangend munitiecompartiment achteraan de romp werd meegevoerd, is om redenen van eenvoud afgezien. Het systeem laadt, met een maximale snelheid van vijftien granaten per minuut, een 120 mm CN 120-26 Lang 52 kanon, een Duits ontwerp dat in 1986 het krachtigste was van zijn tijd, met een aanvangssnelheid van 1790 m/s voor de wolfraam APDSFS-munitie. Om de geladen te worden zakt het kanon automatisch in een domping van -1,8°. Verder zijn elevatie en domping vrij beperkt van 15° tot -8°. Dit om een zo plat mogelijke toren te bereiken, net zoals bij het Leopard 3-project. De voorkant van de toren heeft maar een oppervlakte van 1,6 m², een vierkante meter minder dan bij de Leopard 2.

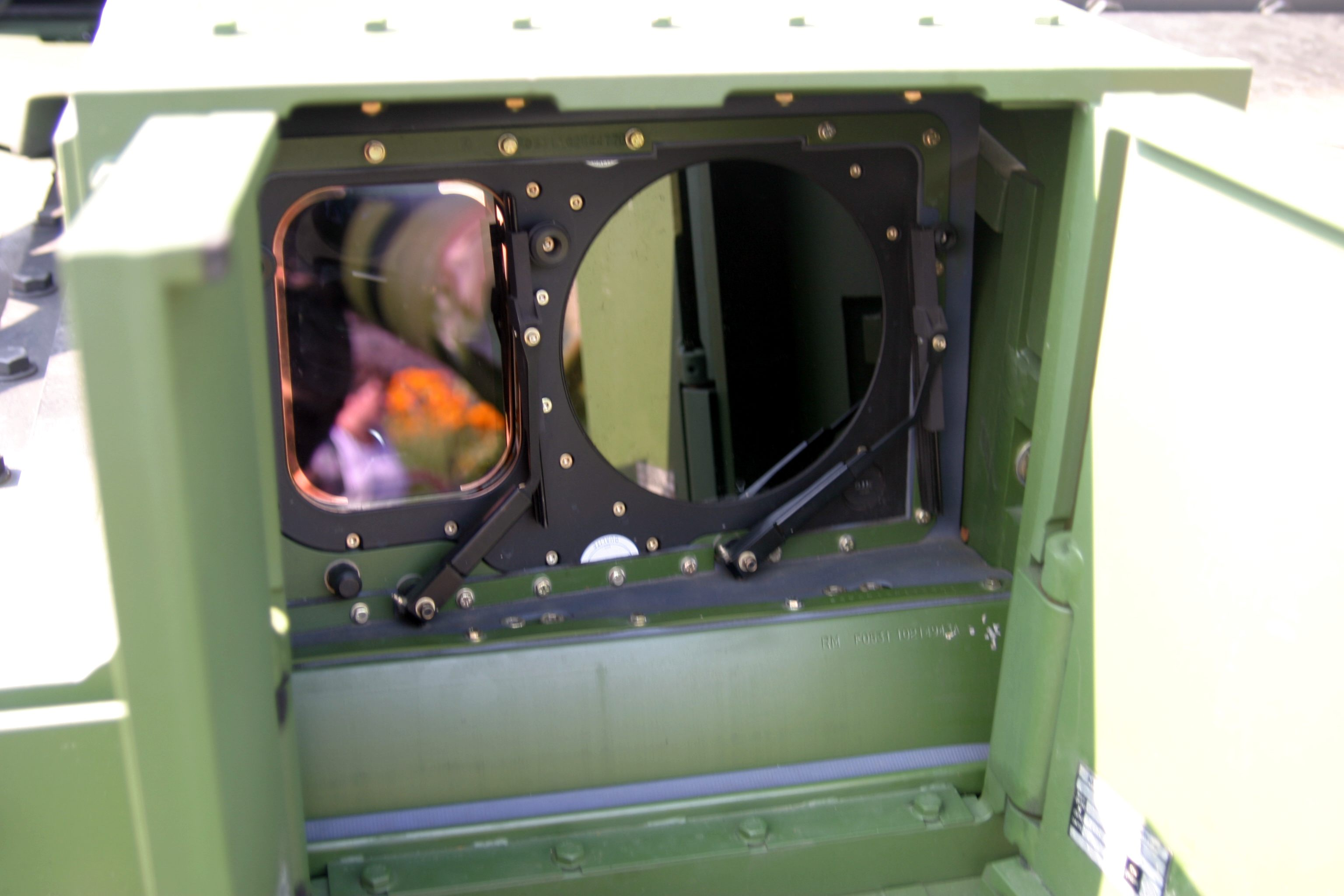
De SAGEM HL 60

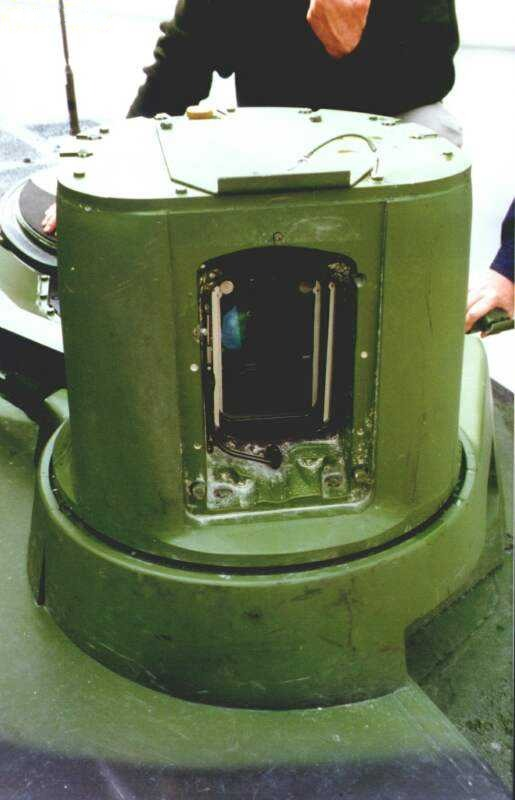
De SAGEM HL 70

De toren van negentien ton wordt elektrisch geroteerd met een maximale snelheid van 40°/s. De binnenruimte is vrij klein met de schutter rechts van het kanon en de commandant links. Beiden hebben de beschikking over een ruim arsenaal aan doelzoekapparatuur en richtmiddelen die samen het meest geavanceerde vuurleidingssysteem opleveren waarover enige tank beschikt en dat de helft van de kosten van het voertuig uitmaakt. Ze hebben een vizier gekoppeld aan een laserafstandsmeter. De SAGEM HL 60 van de schutter bestaat uit drie modules: een girogestabiliseerde richtkijker gebruikt een enorme beryllium coaxiale spiegel; een tweede module omvat een daglichtkanaal met een CCD videosysteem, een nachtzichtkanaal met een SAT ATHOS warmtebeeldkijker en de Thales Optronics Nd-YAG laser; de derde module berekent de snelheid en bewegingshoek van het doel.
De commandant kan de gegevens van het vizier van de schutter op een display bekijken en desgewenst de hele vuurcyclus overnemen. Hij heeft echter ook een eigen panoramisch girogestabiliseerd periscopisch SAGEM HL70 vizier waarvan de hoge behuizing een erg opvallend kenmerk van het torendak vormt. Ook dit heeft weer een combinatie van een tv-camera, warmtebeeldkijker en laserafstandsmeter. Hij kan hiermee doelen waarnemen, indiceren en dan zelf vuren of de procedure aan de schutter overlaten terwijl hij zelf nieuwe doelen zoekt. De commandant heeft daarnaast vijftien episcopen. Hij bedient twee andere controledisplays: van het 120 mm kanon en van de coaxiale 12,7 mm mitrailleuse. Van binnenuit kan hij het 7,62 mm luchtafweermachinegeweer op het dak bedienen.
Het vuurcontrolesysteem (de interne vuurleiding van de tank) berekent automatisch de correcte elevatie en het exacte vuurmoment met behulp van de vizierinformatie en gegevens die door windmeters en thermometers worden doorgegeven. Er kan rijdend met een snelheid tot 40 km/u gericht vuur worden afgegeven met een geclaimde trefkans op tweeduizend meter afstand van 95% per schot op stilstaande tanks. In principe hoeft de schutter dus alleen maar te richten en op de knop te drukken — en eigenlijk zelfs ook dat niet: zes doelen kunnen gelijktijdig worden gevolgd en met een tussenpoos van vier à zes seconden onder vuur worden genomen nadat de schutter de gewenste volgorde heeft aangegeven. De ballistische computer bestuurt ook de overige computers, waaronder een centrale databank die weer gegevens opslaat van de automatische componentcontrolesystemen. Behalve deze interne integratie is er ook een externe coördinatie met andere tanks of wapensystemen van de eenheid door middel van het SIR (Système Informatique Régimentaire) Battle Management System.
Het geavanceerde vuurcontrolesysteem wordt gebruikt voor een nieuwe tactische methode waarbij een aanvallende vijand niet door hinderlagen maar "vanuit de beweging" in een ontmoetingsgevecht wordt verslagen. Het vermogen met een veel hogere rijsnelheid gericht te vuren dan enig andere tank legt zo de basis voor een hoge operationele slagkracht, die in de jaren tachtig voorzien was voor het vernietigen van een mogelijke doorgebroken Operational Manoeuvre Group van het Rode Leger, een hoofdtaak voor het Franse leger dat toen de strategische NAVO-reserve in Zuid-Duitsland vormde. De in die tijd gewenste sterkte van 1400 voertuigen achtte men evenwaardig in gevechtskracht aan achtduizend T-72's. Nog steeds duiden de Fransen het voertuig aan als de Char de Supériorité Operationelle.

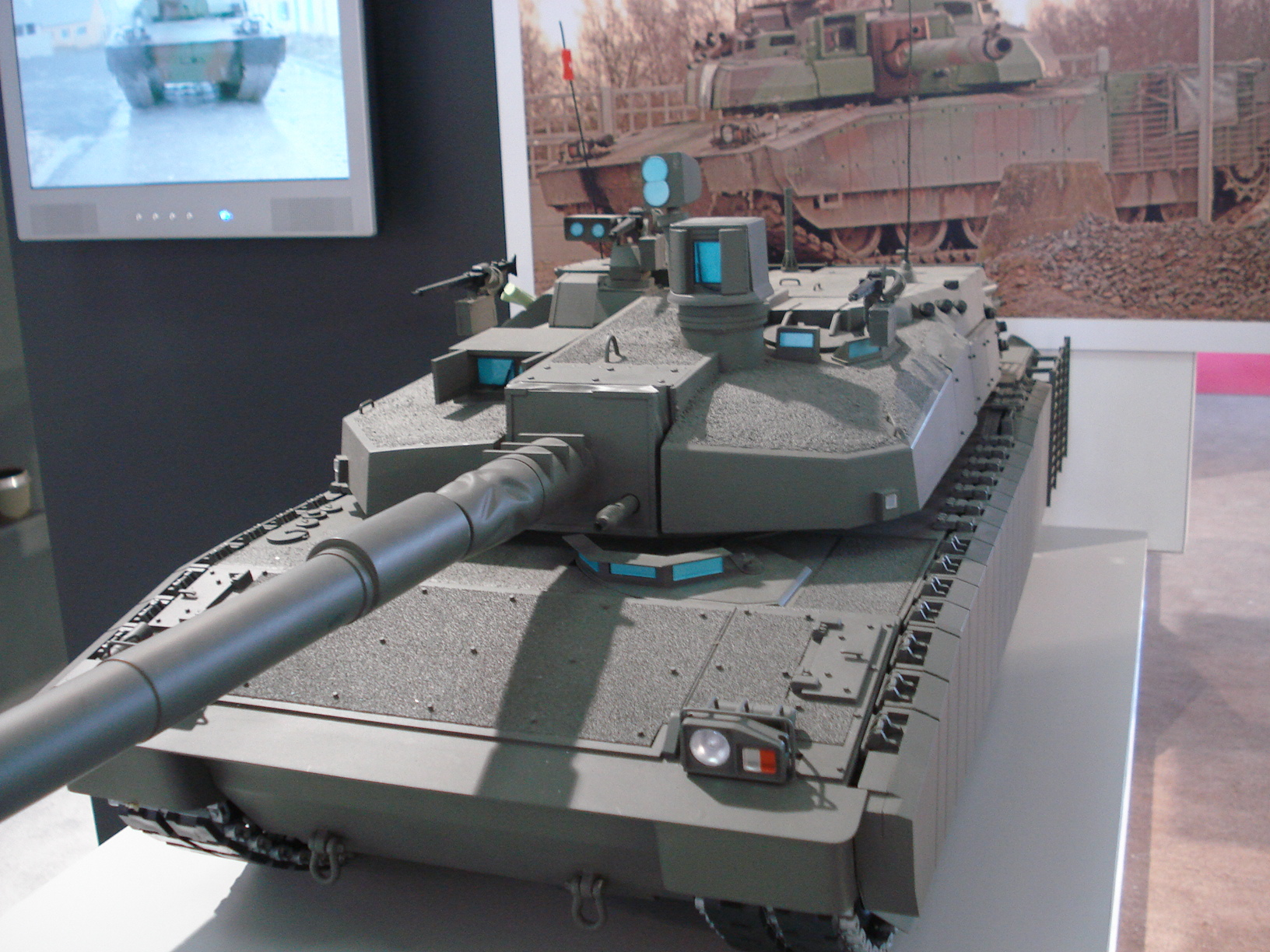
Aan dit door GIAT voor Turkije gemaakte schaalmodel van een verbeterde Leclerc is goed te zien hoe recht en dik het echte pantser is. De hele ruimte tussen de voorzijde van de toren en de episcopen is met pantsermodules gevuld

Het door de bovenstaande ontwerpkarakteristieken uitgespaarde volume wordt gebruikt om de bepantsering uitzonderlijk zwaar te maken: aan de voorkant in dikte variërend van 870 – 930 mm, bijna anderhalf keer zoveel als bij de Leopard 2 of M1. Al in januari 1985 werd openlijk aangekondigd dat men een bescherming tegen pantsergranaten nastreefde die dubbel zo hoog lag als bij conventionele tanks van die periode in de gewichtsklasse van vijftig ton. Het pantser moest zo dik zijn dat het ook bescherming bood tegen holle ladingswapens, zonder gebruik te moeten maken van dure neokeramische tegels, zoals bij het Britse Chobham Armour.
Het torenpantser is sterk asymmetrisch en heeft loodrechte buitenwanden: de futuristisch afgeschuinde buitenste rand van de toren bestaat niet uit pantser maar blikken bergkasten; de afschuining is er alleen om dode hoeken in het gezichtsveld te voorkomen. Oorspronkelijk lag het in de bedoeling op die plaats geavanceerde ERA (Explosive Reactive Armour)-dozen te plaatsen die met hun door de explosie weggeslingerde staalplaten naast het verstoren van holleladingswapens ook in staat moesten zijn de penetratoren van pantsergranaten te breken, net zoals bij het Russische Kontakt 6-type. Dit onhandige en niet ongevaarlijke systeem werd later echter overbodig geacht gezien de sterkte van het hoofdpantser.
Om gewicht te besparen werden in de oorspronkelijke Leclerc modules toegepast, bestaande uit tussen de torenwanden geplaatste stalen containers, die gevuld waren met geperforeerd staal, zoals bij de oorspronkelijke Leopard 2. De perforaties, die zwakke punten vormen tegenover holleladingswapens, waren weer gevuld met een tweede-generatie NERA (Non-Explosive Reactive Armour), een lichte kunststof die vervormt als ze door de metalen "stekel", gevormd door holleladingsexplosie, geraakt wordt en deze daardoor afbuigt naar het staal.
In de loop van de jaren negentig werden er pantsergranaten ontwikkeld die op korte afstand het pantser van de Lerclerc zouden kunnen doorslaan, evenals een nieuwe generatie antitankraketten die daartoe zeker in staat was. In 2001 werd daarom vanaf Tranche 10 een nieuw pantser ingebouwd, gebaseerd op titanium. Dit metaal is even sterk als staal maar anderhalf keer lichter. Het uitgespaarde gewicht werd gebruikt om het titanium frame met zware kopse wolfraam staven te versterken. De holten zijn weer gevuld met NERA. Zo wordt een beschermingsniveau verworven dat GIAT wel met "ondoordringbaar" aanduidt, met een equivalentie minstens gelijk aan 1500 mm pantserstaal.
De Leclerc heeft echter ook andere speciale beschermingskenmerken. Door het lage silhouet en de hoge snelheid bij het vuren, is de tank een lastig te raken doelwit. De bodem heeft een afstandspantser tegen antitankmijnen. In de hele tank is er een sterke compartimentalisering zodat een doorslag zo min mogelijk schade toebrengt; zo zitten schutter en commandant in een gescheiden "cel" — de hoofdreden waarom laden met de hand geen reële optie is: dat moet dan via een luik gebeuren. Ook is er een explosieremmend brandblussysteem aangebracht. Aan de achterzijde van de toren bevinden zich negen Galix rookwerpers, weggewerkt onder licht pantser.
De Leclerc wordt, met zijn inherent hoge pantsercomponent en superieure vuurcontrolesysteem, wel beschouwd als de meest geavanceerde operationele tank ter wereld. In ontwikkelingsniveau ligt hij een generatie voor op alle concurrenten, met uitzondering van het Type 90 — een gevolg van het feit dat de tankontwikkeling bij de meeste landen vrijwel stilligt zodat Frankrijk door zijn aanvankelijke achterstand als laatste westerse land een type zou ontwerpen dat nog echt gebouwd werd. Die moderniteit is echter ook een nadeel gebleken. Hoewel de verschillende componenten redelijk goed zijn doorontwikkeld, vergen ze veel onderhoud. De inherente storingsgevoeligheid van een automatische lader en een complexe vuurleiding verhoogt de kans op een lage algemene inzetbaarheid. Dit verschijnsel heeft zich dan ook voorgedaan. De onderhoudskosten bleken per tank viermaal zo hoog te liggen als bij de AMX 30. Ofschoon keer op keer beweerd werd dat de "kinderziekten" eindelijk waren overwonnen, bleef de paraatheid problematisch. Tot 2001 weigerde de Franse regering zelfs gegevens hierover openbaar te maken. Dat jaar werd men daartoe door het parlement gedwongen en kwam naar buiten dat de inzetbaarheid 35% bedroeg voor de voertuigen van tranche 3-5 en slechts 31% bij die van tranche 6-7. Het schandaal leidde ertoe dat haastig een onderhoudsprogramma werd begonnen dat het percentage op dat van de AMX 30 moest brengen: 75%. In 2004 lukte het om een niveau van 54% te bereiken maar daarna viel dit weer terug. Zo vond president Nicolas Sarkozy het nog op 17 juni 2008 nodig om extra fondsen te vragen voor de Leclerc, daar de paraatheid niet boven de 50% leek te krijgen.

## Operationele Geschiedenis
De allereerste Franse eenheid die de Leclerc gebruikte was een beproevingspeloton dat op 16 december 1993 actief werd bij het CPL (Centre de Formation et de Perception Leclerc) te Carpiagne. In de zomer van 1994 werd dit uitgebreid tot het Escadron Expérimental van drie pelotons. De eerste reguliere eenheid, een tankbataljon bij het 503ème Régiment de Chars de Combat, werd begin 1995 opgericht.
In Frankrijk werd het gewenste aantal tanks in 1996 bepaald op 350: een organieke sterkte van vier gecombineerde regimenten van tachtig tanks en dertig voertuigen in de materieelreserve. Ieder gecombineerd regiment bestaat in vredestijd weer uit twee groupements met samen veertig tanks, die in oorlogstijd worden uitgebouwd tot twee aparte regimenten van ieder veertig tanks. Deze structuur is tot nog toe gehandhaafd: het surplus van 56 voertuigen maakte hun ombouw mogelijk. Door bezuinigingen wordt daarnaast een honderdtal voertuigen in depot gehouden; gevechtsklaar zijn op ieder moment maar zo'n 100 à 150 tanks.
De vier regimenten zijn:
- 1er/11e Régiment de Cuirassiers te Carnoux-en-Provence, deel van de 3e Brigade Mecanisée
- 6e/12e Régiment de Cuirassiers te Orléans, deel van de 2e Brigade Mecanisée
- 1er/2e Régiment de Chasseurs te Verdun, deel van de 7e Brigade Mecanisée
- 501e/503e Régiment de Chars de Combat te Mourmelon-le-Grand, deel van de 1re Brigade Mecanisée

In 1999 deden Leclercs van Frankrijk en de VAE mee aan de VN-operatie in Kosovo. In 2006 werden Franse voertuigen ingezet bij de VN-operatie in Libanon.
In de VAE behoren de Leclercs tot de uitrusting van de drie pantserbrigades; ook de VAE zond een compagnie Leclercs naar Kosovo. De tanks worden onderhouden door een permanente staf van 250 man van GIAT.

## Varianten en Projecten

### Dépanneur Nouvelle Génération

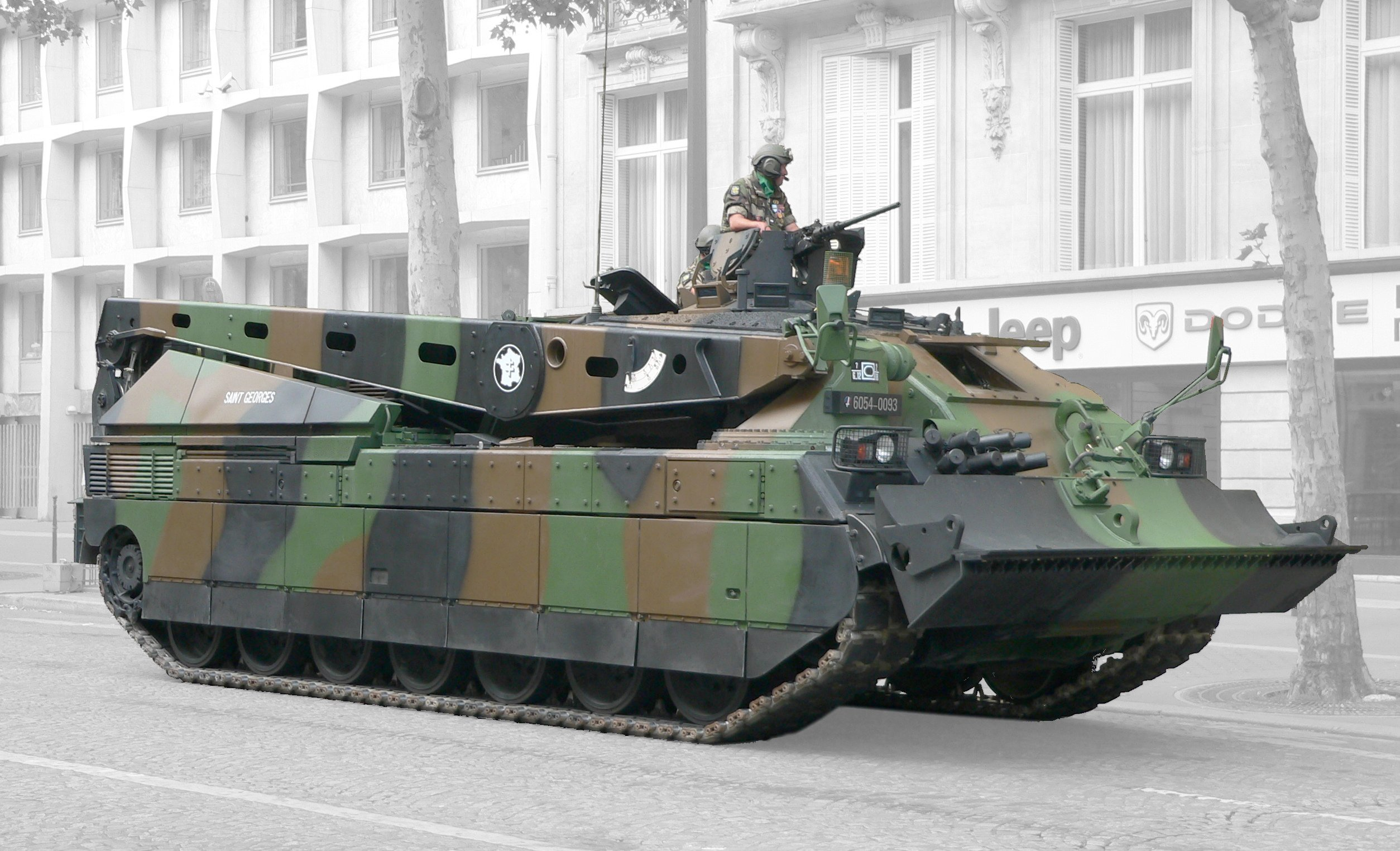
De Dépanneur Nouvelle Génération

Twee prototypen van de bergingstank, DNG (Dépanneur Nouvelle Génération) geheten ter onderscheid van de AMX 30-bergingstank, werden in 1994 door GIAT afgeleverd: een voor Frankrijk en de tweede voor de VAE. De DNG is gebaseerd op de VAE-versie en heeft dan ook de MTU-motor. Het chassis is verlengd met een zevende loopwiel. Vooraan zit een hydraulisch bulldozerblad. Bovenop bevindt zich een kraan met dertig ton hefvermogen; daarnaast zijn er twee lieren met respectievelijk 35 en 1,5 ton trekkracht. In totaal zijn er 66 DNG's gebouwd.
Vanaf 1997 werden prototypen ontwikkeld van een nieuwe reeks ondersteunende voertuigen: het E-force System. Allereerst was dat de DNG uitgerust met een K2D-systeem bestaande uit een Britse mijnploeg voorzien van de DEMETER-elektromagnetische simulator die magnetische antitankmijnen op afstand doet ontploffen door het magnetische veld van een tank te simuleren. Een tweede voertuig was de EPG, een genietank, waarvan een prototype in 2001 gereed kwam, in feite een DNG die voorzien was van alle mogelijke genie-uitrusting, variërend van een emmer tot een mechanische grondboor. Het derde voertuig was de TPG: een bruggenlegger die binnen zeven minuten een waterloop kan overspannen met een uitschuifbare brug van 27 meter lengte.

### Leclerc 140 mm
In de jaren tachtig dachten veel NAVO-landen dat een vergroot doorslagvermogen, nodig om een vermoede nieuwe generatie Sovjettanks te verslaan, alleen bereikt kon worden door een verhoogd kaliber van 140 mm. Verschillende kanonnen werden ontwikkeld en GIAT maakte ook een speciale Leclerc-koepel die in staat was het enorme wapen te bevatten, inclusief automatische lader. Het is nooit tot productie gekomen. Tegenwoordig streeft men een hogere vuurkracht na door het gebruik van verlengde kanonnen en geavanceerde munitie.

### Leclerc-modernisering

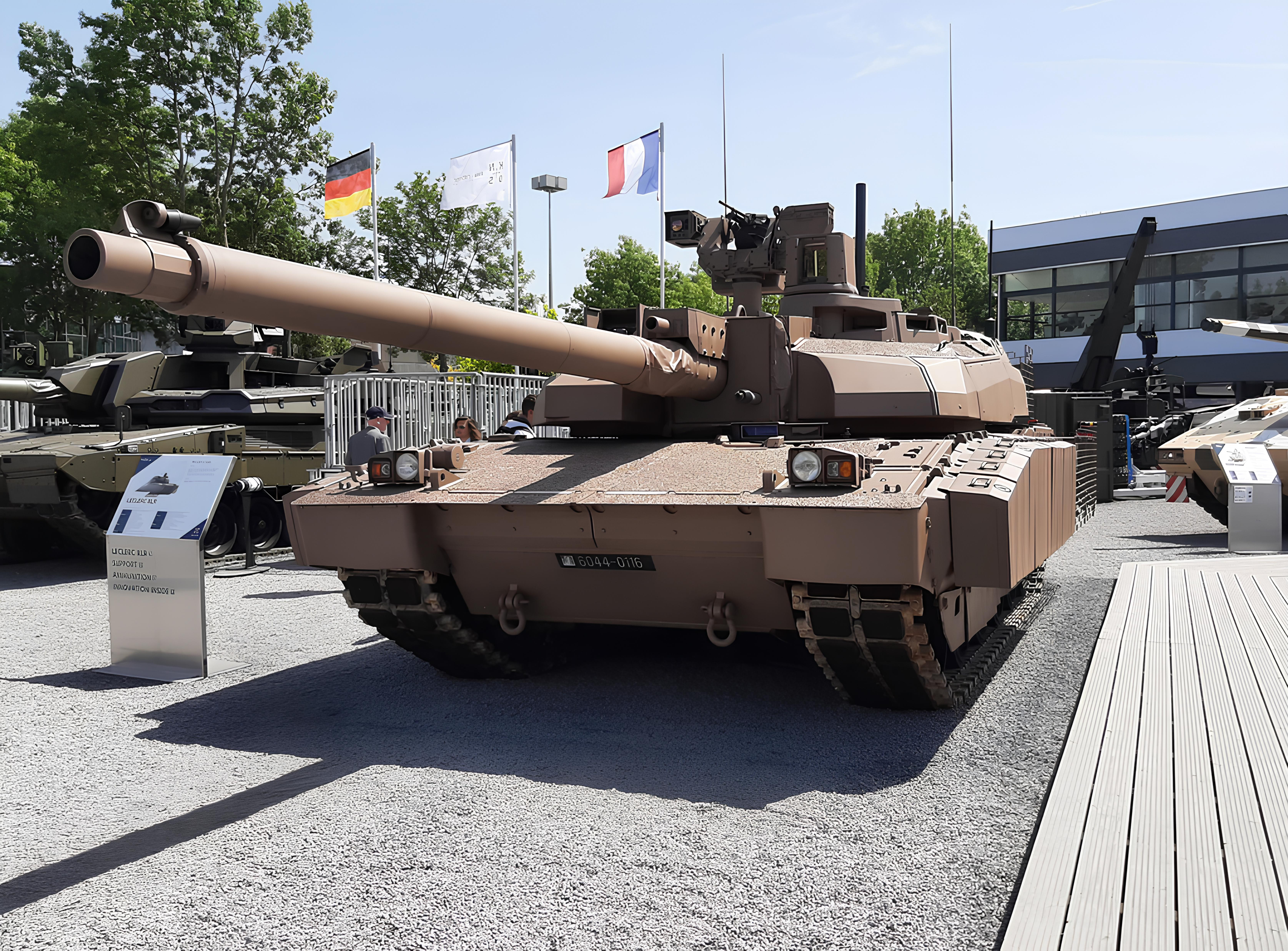
Leclerc XLR

GIAT heeft een aantal verbeterde systemen voor de Leclerc ontwikkeld, die potentiële kopers als opties worden aangeboden. Deze systemen zijn ook mogelijke modificaties voor de bestaande Franse en VAE-voertuigen. De Franse regering heeft inderdaad als doel een aantal verbeteringsprogramma's door te voeren voor de ongeveer 250 voertuigen die men op de middellange termijn, tot 2015, denkt nodig te hebben. De twee belangrijkste punten zijn: bescherming en vuurkracht.
Voor wat betreft de bescherming denkt men aan een systeem met drie "lagen". De eerste laag bestaat uit het verbeteren van de stealth-eigenschappen door het KDFM stealthpakket. De buitenkant van de tank kan zo gewijzigd worden dat de radarreflectie minimaal is en verder kan de infraroodstraling beperkt worden. De tweede laag is een soft kill-systeem, het KBCM-pakket dat inkomende raketten misleidt en hun doelzoeksystemen ontregelt. De derde laag is een hard kill-systeem, de SPATEM, dat gebruikmaakt van de Rampe fragmentatiekoplanceerder die een raket kan vernietigen voordat die de tank binnen vijf meter genaderd is.
De vuurkracht zal vooral verbeterd worden door de introductie van een nieuwe reeks 120 mm munitie, ter aanvulling van de al bestaande OFL (Obus Flèche) 120 F1-A wolfraam APDSFS-granaat en OECC (Obus Explosif Charge Creuse) 120 F1 HEAT-granaat. De eerste soorten van de nieuwe munitie zijn al in 2006 in productie genomen. Deze omvatten: een antihelikoptergranaat; de OFL 120 F2 APDSFS verarmd uranium-granaat; de PROCIPAC (Projectile Cinétique à Pénétration Accrue) gesmeed uranium-granaat; de OE (Obus Explosif) 120 F1 brisantgranaat met tijdontsteker en ten slotte de Polynege lasergeleide top attack granaat met EFP (Explosion Formed Projectile)- of holleladingsgevechtskop en een bereik van minimaal twee en maximaal acht kilometer.
In 2023 werd een begin gemaakt met een geplande modernising van tweehonderd voertuigen die op de Leclerc XLR-standaard moeten worden gebracht met verbeterde pantsering.

## Karakteristieken

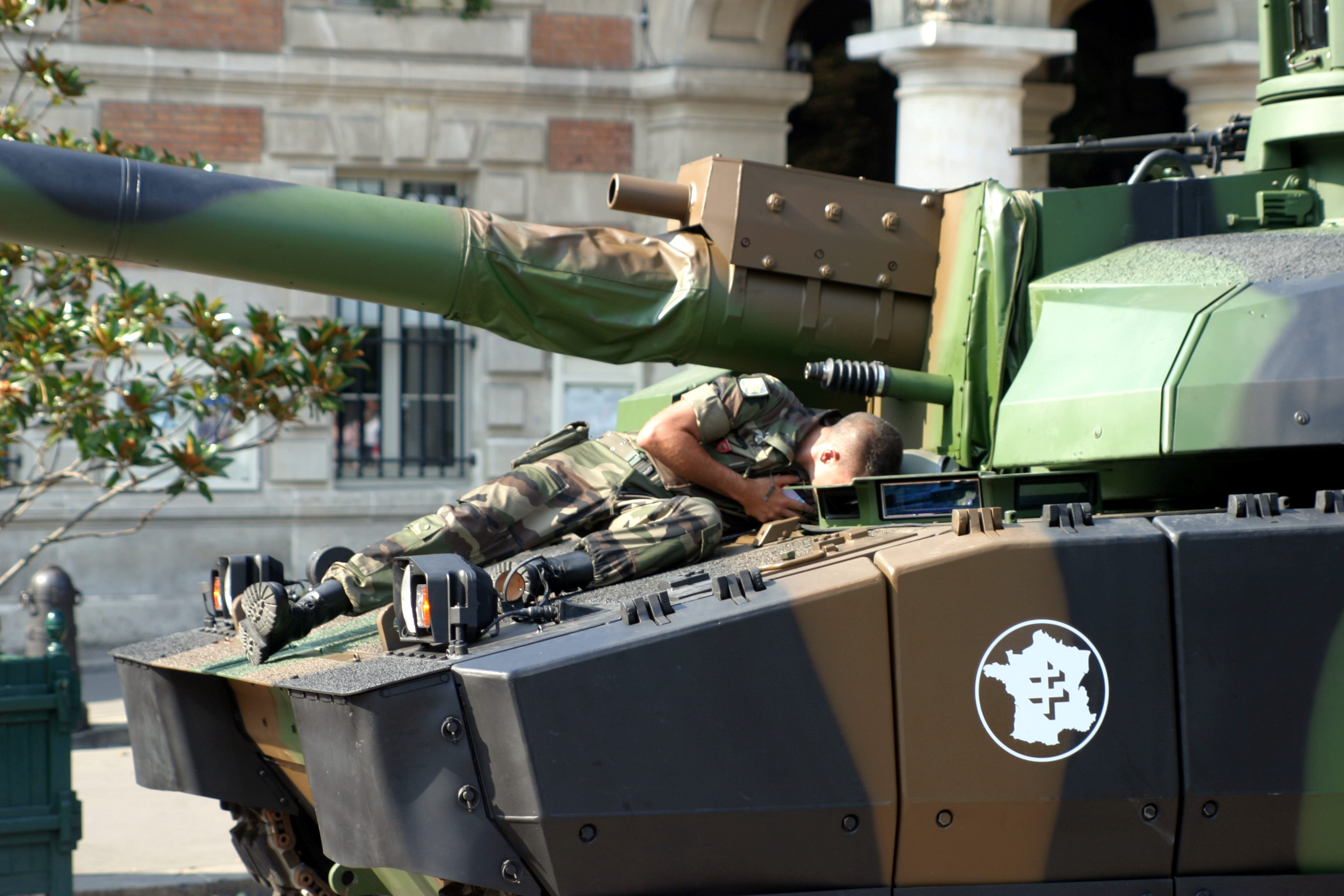
Close-up voorzijde Leclerc-tank

- Hoofdwapen: 120 mm kaliber 52 gladloopskanon.
- Secundaire wapens:
  - 12,7 mm coaxaal machinegeweer.
  - 7,62 mm luchtafweergeschut.
- Beschermingssystemen: negen lanceerbuizen voor rook-, infrarood- of brisantgranaten.
- Pantser: geperforeerd staal, titanium en NERA.

## Gebruikers
- Frankrijk: 426 (406 + 20 bergingstanks)
- Verenigde Arabische Emiraten: 436 (388 + 46 bergingstanks + twee lestanks)
- Jordanië: ongeveer 80 stuks. In 2020 heeft de VAE ongeveer 80 stuks aan Jordanië geschonken in het kader van militaire samenwerking